# Pont Dénommée
Le pont Denommée est un pont couvert routier en Abitibi-Témiscamingue, Québec, Canada.
Parmi les derniers ponts couverts construits au Québec, 34 l'ont été à l'Abitibi, et sont associés à sa colonisation. Moins de la moitié d'entre eux subsistent.
Ce pont en bois à une voie est de type ferme Town élaboré (ou québécois) : modèle modifié par le ministère de la Colonisation du Québec pour le rendre encore plus économique. Il a été employé pour construire plus de 500 ponts couverts au Québec.
Le pont a été construit en 1933, pour remplacer celui qui avait été détruit lors d'une crue de la Loutre. Il est nommé à la mémoire du pionnier Albert Dénommée. Dans les années 50, il fut allongé de 10 mètres. En 1986, il a été rénové.
Sa capacité portante est de 10 tonnes. Il est fermé chaque hiver depuis 1975.